# Brachymeria funesta
Brachymeria funesta är en stekelart som beskrevs av Akinobu Habu 1960. Brachymeria funesta ingår i släktet Brachymeria och familjen bredlårsteklar. Inga underarter finns listade.